# Осумі (супутник)
Осумі (яп. おおすみ О: сумі) — перший японський штучний супутник Землі. Був запущений 11 лютого 1970 року чотириступінчатою ракетою-носієм Ламбда-4S-5 із космодрому Утіноура в префектурі Кагосіма; супутник було названо на честь півострова, на якому розташовано космодром. Це була п'ята спроба Японії запустити ШСЗ; перші чотири (в 1966—1969 рр.) завершувались невдало. Успішний запуск зробив Японію четвертою країною (після СРСР, США і Франції), що самостійно запустила свій супутник.
Супутник важив 24 кг. Орбіта еліптична; нахил орбіти — 31°, апогей — 5140 км, перигей — 350 км.
На борту були акселерометри, термометр і радіопередавач. Бортове електроживлення— від хімічних джерел струму. Передавач відімкнувся 12 лютого, всього через 14—15 годин після запуску.
2 серпня 2003 року Осумі зійшов із орбіти і згорів в атмосфері.